# Conseil de souveraineté (1965)
Pour les articles homonymes, voir Conseil de souveraineté.
Le Conseil de souveraineté de 1965 est l'organe exécutif mis en place en 1965 au Soudan. Il remplace le Conseil de souveraineté de 1964. Il est remplacé par le Conseil de souveraineté de 1967.

## Composition
- Président : Ismail al-Azhari (président à partir du 08/07/1965)
- Membres : Philemon Majok, Abdel Rahman Abdoun, Khader Hamad, Dawood Al-Khalifa Abdallah